# Poyas

Pueblos indígenas de Chile (con excepción de los pascuenses).

Se conoce como poya o ténesch a una parcialidad de los tehuelches septentrionales (gennakenk o günün-a-künna),[cita requerida] que habitaron a ambos lados de la cordillera de los Andes, en el actual territorio de las provincias chilenas de Llanquihue (en el sector cordillerano) y Palena y en el este y sur del lago Nahuel Huapi, en las provincias argentinas de Río Negro y del Chubut.

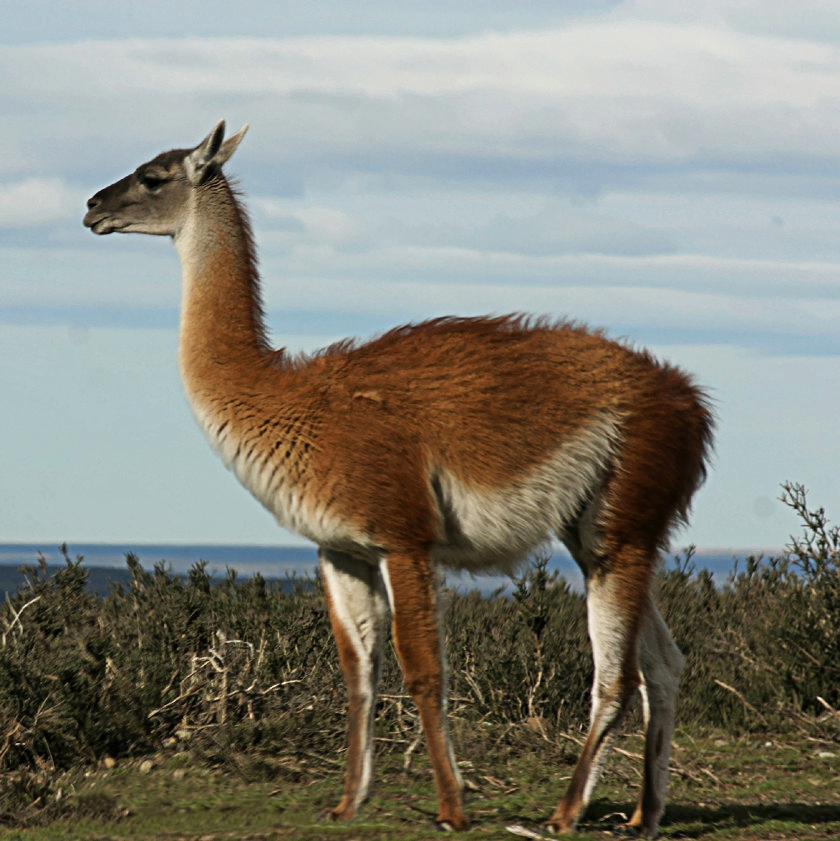
La principal actividad de los poyas era la caza del guanaco.

Eran indígenas nómadas cuya principal actividad era la caza del guanaco y del ñandú petiso (choique) y la recolección de frutos y raíces e incluso hongos como el llao-llao.
Su organización social se basaba en la familia, la que habitaba en una vivienda que consistía en un toldo cubierto con pieles. Solían tener un jefe, quien administraba justicia y guiaba al grupo en las sucesivas migraciones y en las partidas de caza.
En 1620 el capitán Juan Fernández atravesó la cordillera y arribó al lago Nahuel Huapi, describiendo la existencia de indígenas puelches y poyas como habitantes de las cercanías del lago. 
El sacerdote jesuita Nicolás Mascardi comenzó a evangelizarlos en 1670 con sus Misiones del Nahuel Huapi. En su "Carta y Relación de 1670" puede leerse:

Y la lengua poya la hablan casi generalmente todos los que viven de la parte del sur de la laguna y del río Desaguadero de esta laguna de Nahuelguapi.

El río Desaguadero del que habla Mascardi quizás era confundido con el Desaguadero cuyano ya que hasta el siglo XIX no se poseían datos ciertos sobre su recorrido. Sin embargo, el río que es desaguadero del lago Nahuel Huapi, es el Limay, que luego es el principal afluente del Río Negro, por el cual el Nahuel Huapi es afluente del mar Argentino y entonces del océano Atlántico.
El padre Mascardi diferenció dos modalidades dialectales de la lengua poya, la de los poyas "comarcanos" (zona del Nahuel Huapi) y la de los poyas más distantes que llegaban hasta la costa Atlántica. Tomando como punto de partida la misión que él mismo fundara a orillas del lago Nahuel Huapí, llegó a recorrer aquella región desde el océano Pacífico hasta el Atlántico y a hollar cabo Vírgenes. Falleció, asesinado por los poyas, en diciembre de 1673 o en enero de 1674.
A principios del siglo XVII incorporaron el caballo y posteriormente desaparecieron mixogenizados con los mapuches tras la invasión de los mapuches quienes llamaron "vuriloche" (gente del otro lado) e incluso "poyuches" a los poyas.
La relación del sacerdote Jerónimo Pietas llamada Noticias sobre las costumbres de los Araucanos (1729) expresa:

Los Poyas viven los más cercanos a los de Nahuelhuapi y entre ellos y los Guilipoyas ocupan desde el gran río que nosotros llamamos río de los Suárez y ellos Labquén Leubú, que quiere decir río mar, hasta la tierra de los Caucahues, que poco más o menos son cien leguas, y desde la cordillera todas las pampas hasta el mar del norte (...)

El río de Suárez es el río Negro y la tierra de los Caucahues figura en el mapa de América del Sur de 1775 de Juan de la Cruz Cano y Olmedilla como Cahuas He a la altura del golfo de Penas. El mar del norte es el océano Atlántico.